# Veitvet (metrostation)
Veitvet is een metrostation in de Noorse hoofdstad Oslo. Het station werd geopend op 16 oktober 1966 en wordt bediend door de lijnen 4 5 van de metro van Oslo.